# Jiřice (Vysočina)
Jiřice é uma comuna checa localizada na região de Vysočina, distrito de Pelhřimov. Atualmente possui aproximadamente 900 habitantes, cerca de 483 homens e 452 mulheres.